# Рубанов, Владимир Александрович
Владимир Александрович Рубанов (26 ноября 1946 — 3 июля 2014) — главный режиссёр Свердловского государственного академического театра драмы, телережиссёр, заслуженный деятель искусств РФ (1993).

## Биография
Окончил Ленинградский государственный институт театра, музыки и кинематографии (1979) в классе профессора А. А. Музиля.
Работал главным режиссёром Свердловского театра юного зрителя в 1981—1986 гг.
Главный режиссёр Омского театра для детей и молодёжи (1986—1998).
C 2005 года — главный режиссёр Свердловского государственного академического театра драмы.
Театральные спектакли:
- В.Мережко «Пролетарская мельница счастья» — 1986
- У.Шекспир «Укрощение строптивой»- 1988
- А.Чехов «Любовь, любовь, любовь» — 1989
- А.Сидоров «В Багдаде все спокойно» — 1990
- А.Чехов «Вишневый сад» — 1991
- Е.Шварц «Золушка» — 1992
- Ю.Энтин,В.Ливанов «Бременские музыканты» — 1993
- В.Рубанов «Горящий светильник» (по рассказам О.Генри) — 1995
- С.Долгушин «Урфин» 1996
- И.Макаров, Э. де Филиппо «Цилиндр» — 1996
- А.Вампилов «Утиная охота» — 1997
- А.Вигано «Золушка» — 1998
- А.Пушкин «Сказка о царе Салтане» — 1999.

Работы в кино и на телевидении:
- Фильм Д.Астрахана «Ты у меня одна» — редактор фильма.
- Сериал «Фабрика грез» — «Лицо со шрамом» — режиссёр-постановщик.
- Сериал «Воскресенье в женской бане» — «Визит бизнес-леди» — режиссёр-постановщик.
- Сериал «Дело было в Гавриловке» — режиссёр-постановщик 1-8 серий.
- Сценарист и режиссёр-постановщик художественного телефильма «Читая О.Генри».

Скончался 3 июля 2014 года. Похоронен на почётной секции Широкореченского кладбища Екатеринбурга.